# عالم‌پور، جلاندهار
عالم‌پور، جلاندهار (به انگلیسی: Alampur, Jalandhar) یک منطقهٔ مسکونی در هند است که در پنجاب (هند) واقع شده‌است.